# Naser Al-Omran
Naser Al-Omran (3 de março de 1977) é um futebolista profissional kuwaitiano que atua como defensor.

## Carreira
Shehab Kankoune representou a Seleção Kuwaitiana de Futebol, nas Olimpíadas de 2000. 